# Tellimagrandine II
La tellimagrandine II est un ellagitanin. La molécule contient un motif d'acide hexahydroxydiphénique et trois motifs d'acide gallique liés à un molécule de glucose. Elle peut être trouvée dans les plantes Geum japonicum et Syzygium aromaticum (clou de girofle). Elle présente une activité contre l'herpès.
La molécule est formée à partir du pentagalloyl glucose par oxydation. 
La tellimagrandine II est un isomère de la punicafoline ou de la nupharine A, mais dans ces deux composés le groupe hexahydroxydiphenoyle n'est pas attaché aux mêmes groupes hydroxyles sur la molécule de glucose.
La tellimagrandine I diffère de la tellimagrandine II par l'absence d'un groupe galloyle sur l'un des hydroxyles du glucose.
La tellimagrandine II sert à la formation de la casuarictine par formation d'un deuxième groupe d'acide hexahydroxydiphénique. Elle est dimérisée par une laccase en cornusiine E dans la plante Tellima grandiflora.

Structure de l'acide hexahydroxydiphénique.